# Charon
Charon je finska gothic rock skupina, ki je nastala leta 1992 v mestu Raahe. 

## Člani
- Juha-Pekka »JP« Leppäluoto - Vokali
- Lauri Tuohimaa - Kitara
- Antti Karihtala - Bobni
- Teemu Hautamäki - Bas

## Nekdanji člani
- Pasi Sipilä - Kitara
- Jasse von Hast - Kitara

## Diskografija

### Albumi
- Sorrowburn  (1998)
- Tearstained  (2000)
- Downhearted  (2002)
- The Dying Daylights  (2003)
- Songs for the Sinners  (2005)

### Singli
- Little Angel (2001)
- In Trust of No One (2003)
- Religious/Delicious (2003)
- Ride on Tears (2005)
- Colder (2005)
- The Cure (2010)